# Pioneer-tábla

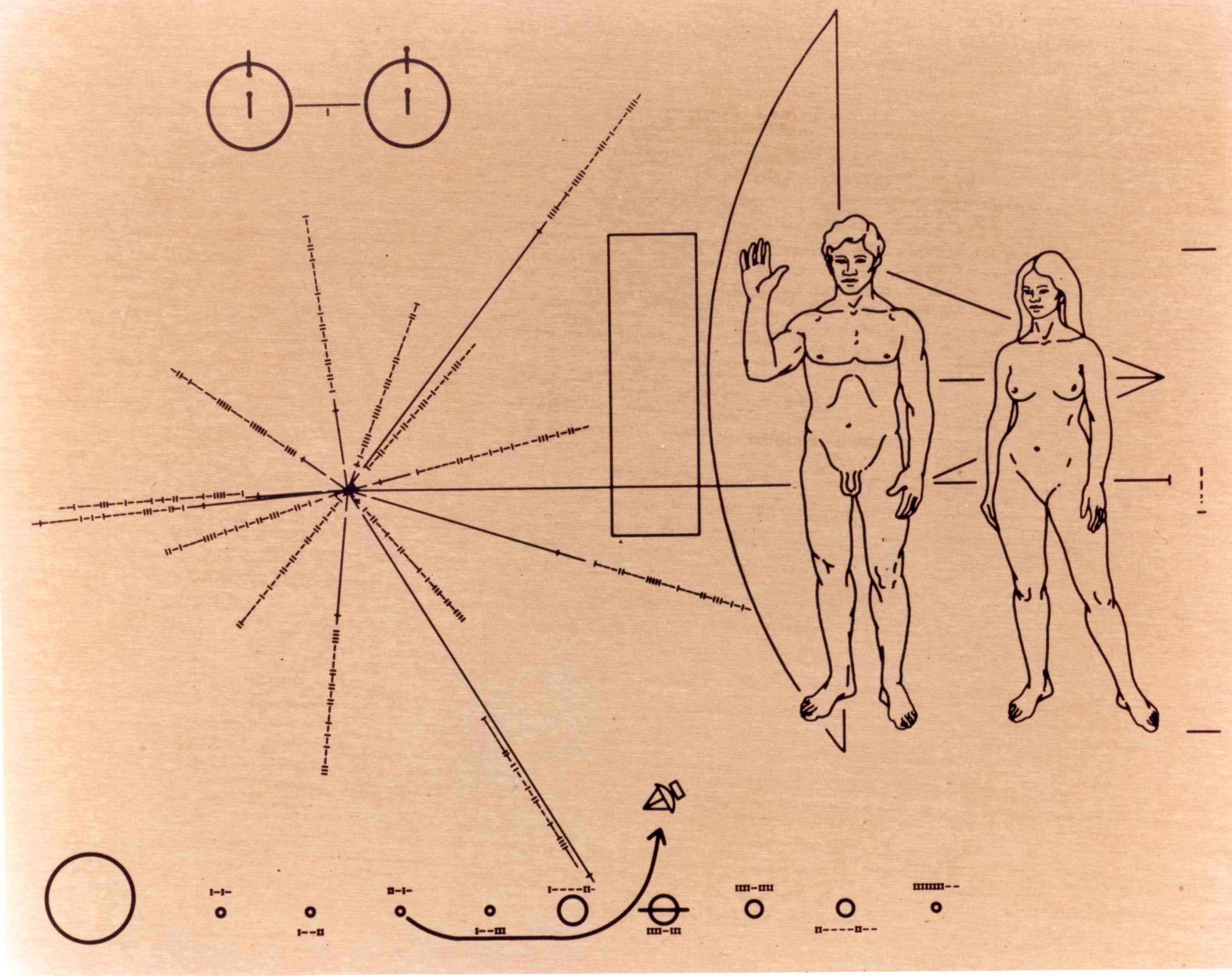
A Pioneer-tábla

A Pioneer-táblák grafikus üzeneteket tartalmazó, arannyal bevont alumínium lemezek, melyeket a Pioneer–10 és a Pioneer–11 űrszonda fedélzetén helyeztek el, abban a reményben, hogy földön kívüli értelmes lények találnának rá az űrszondákra, és így üzenetet tudnak hagyni számukra. A Pioneer-tábla volt az első fizikai üzenet, amelyet a világűrbe küldtek. A táblákon a férfi és a női emberi test látható, valamint több szimbólum, melyek az űrszonda eredetéről, a Földről és az emberi fajról tájékoztatnak.

## Története

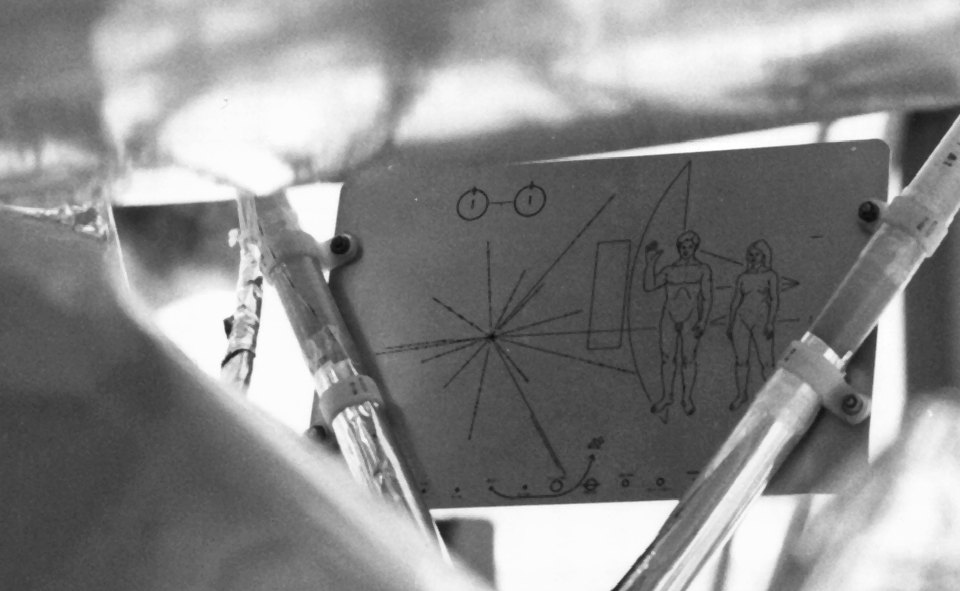
A tábla a Pioneer–10 fedélzetén

Az elképzelést, hogy a Pioneer űrszondák fedélzetén helyezzenek el egy üzenetet, eredetileg Eric Burgess vetette fel. Ötletét megosztotta újságíró kollégájával, Richard Hoaglanddel, aki támogatta az elképzelést. Közösen keresték fel Carl Sagant, amikor ellátogattak a Mariner–9 küldetése idején a kaliforniai Pasadenában a Jet Propulsion Laboratory-ba. Sagan lelkesedett az ötletért, de kezdetben nem hitt abban, hogy megvalósulhat. A NASA jóváhagyta a tervet és megbízta Sagant, hogy készítsék el az üzenetet. Sagan Dr. Frank Drake amerikai csillagásszal közösen tervezte meg az üzenetet, melyet Sagan felesége, Linda Salzman Sagan készített el.
Az első táblát a Pioneer–10 űrszonda (1972. március 3.) fedélzetén helyezték el, a második üzenetet pedig a Pioneer–11 1973. április 6-án vitte magával az űrbe.

## A tábla

### A tábla fizikai tulajdonságai
- Anyag: arannyal bevont alumínium
- Szélesség: 229 mm (9 hüvelyk)
- Magasság: 152 mm (6 hüvelyk)
- Vastagság: 1,27 mm (0,05 hüvelyk)
- A gravírozás átlagos mélysége: 0,381 mm (0,015 hüvelyk)
- Súly: kb. 0,120 kg

### Az üzenet

#### A hidrogénatom hiperfinom átmenete

A hidrogénatom hiperfinom átmenete

A férfi és a nő alakja

A tábla bal felső sarkában a semleges hidrogénatom két energiaszintje közötti hiperfinom átmenet sematikus rajza található. Azért esett a választás a hidrogénre, mert ez a leggyakoribb elem az univerzumban. A függőleges vonalak a proton és az elektron spinmomentumát jelölik. A semleges hidrogénatom két energiaszintje közötti hiperfinom átmenete során 1420 MHz rezgésszámú és 21 cm-es hullámhosszú rádiósugárzást bocsát ki. Mindkét adat számítási egység a táblán található többi üzenethez.

#### A férfi és a női emberi test
Jobb oldalon a férfi és női emberi test rajza látható. A női alak mellett két vízszintes szakasz van feltüntetve – egy fejmagasságban, egy pedig a talp vonalában –, ezek a vonalak a magasságra utalnak. A két szakasz között 4 apró vonal – 1 függőleges és 3 vízszintes (90°-kal balra elforgatva) – van, melyek a 8-as szám bináris alakját ábrázolják: 1000 (I – – –, a függőleges vonal az 1-es számot jelképezi, a vízszintesek a 0-t, az első vízszintes vonal a táblán hibás). Ennek és a hidrogénatomok hiperfinom átmenete során kibocsátott sugárzás adatainak segítségével a testmagasság meghatározható: 8 x 21 cm = 168 cm, a női test átlagos magassága.
A táblán a férfialak feltartott jobb keze az üdvözlés jeleként értelmezhető, de utalhat arra is, hogy az ember a karját mozgatni és a kézfejét forgatni tudja. Az emberalakok megrajzolásakor törekedtek arra, hogy lehetőség szerint etnikai szempontból semleges ábrázolás szülessen. Az eredeti tervek szerint a nő és a férfi egymás kezét fogta volna, de ezt elvetették, mert úgy vélték, emiatt az idegenek azt gondolhatnák, hogy a két alak egy lényt ábrázol.
A nőalak nemi szerve nem olyan részletességgel lett ábrázolva az üzeneten, mint a férfié. Sagan ezzel kapcsolatban azt mondta, hogy az üzenet kidolgozására rendelkezésre álló idő kevés volt, a NASA egyszerű üzenetet készítését kérte tőle, így kompromisszumot kellett kötnie. Mark Wolverton beszámolója szerint az eredeti terveken egy kis vonal volt hivatott a női nemi szervet jelezni, ami a végleges rajzon már nem szerepelt. Ez a változtatás John Naugle – a NASA Office of Space Science egykori vezetőjének – feltétele volt a tábla jóváhagyásához.

#### A Nap relatív helyzete

A nap relatív helyzetét bemutató térkép

A Nap viszonylagos helyzetének bemutatására szolgál a tábla középső részén látható csillagszerű ábra: egy közös pontból induló, 15 vonalból áll, ahol a kiindulási pont a Naprendszerünk Napja. A Nap helyzetét a Tejútrendszer és 14 pulzár közepéhez igazító térképet Frank Drake tervezte. Minden egyes vonal egy pulzárt jelöl, a vonalak hossza a pulzárok Naptól való relatív távolságát adja meg. Irányuk pedig elhelyezkedésüket határozza meg. A leghosszabb jobb oldali vízszintes vonal, amely az emberalakokon is túlnyúlik, a nap relatív távolságát mutatja a Tejútrendszer középpontjához képest. A vonalak elhelyezkedése és iránya támpontot ad a Nap helyzetének és távolságának meghatározásához. A különböző irányokba futó vonalakon (vagy mellettük) bináris számokat tüntettek fel, amelyek a pulzárok rezgésszámát adják meg. A pulzár rezgésszámának ismeretében, azok kora kiszámítható (a rezgésszám módosul az idővel), így az űrszonda indítása óta eltelt idő is meghatározható.

#### A Naprendszer

A Naprendszer rajza az űrszonda pályájával

Az alsó sávban a Naprendszer sematikus rajza látható. A bal oldalon a Nap, tőle jobbra a Naprendszer bolygói – a naptól való távolságuk sorrendjében – vannak feltüntetve. Minden bolygónál apró vízszintes és függőleges vonalak utalnak a bolygók naptól való távolságukra. A mértékegység a Merkúr Naptól való távolságának 1/10 része (a rajzon a Merkúr távolságát I – I – alakban jelölték, ami 1010-ként értelmezhető, ez a 10 bináris alakja). A harmadik bolygótól (Föld) egy nyíl van húzva az ötödik bolygó (Jupiter) irányába, ennek végén az űrszonda kis méretű rajzát tüntették fel. A vonal az űrszonda kiindulási helyére és pályájára utal és arra, hogy a kutatás célja a Jupiter.

#### Az űrszonda sziluettje
A táblán a két emberi alak mögött az űrszonda méretarányos sziluettje látható, segítségével az emberi test mérete meghatározható.

## Kritikák
Magát az üzenetet, valamint annak tartalmát és kivitelezésének módját akkoriban sok bírálat érte, többek között azért, mert a táblán az emberalakokat meztelenül ábrázolták. Valamint kifogásolták, hogy nem előzte meg a tábla megtervezését nemzetközi konzultáció.
Ernst H. Gombrich művészettörténész az üzenet tartalmával és formájával kapcsolatosan fogalmazta meg kételyeit. Szerinte nem valószínű, hogy az idegenek meg tudják fejteni a tábla üzeneteit. Nem biztos, hogy egyáltalán észlelik az üzenetet, ahhoz ugyanis szükséges, hogy a lények a fény- és a röntgenhullámok tartományában képesek legyenek látni. De ha látják is, nem biztos, hogy felismerik a szimbólumokat és megértik azok jelentését. Ilyen szimbólum például az üzenetben a nyíl, amely azt mutatja, hogy merről hova tart az űrszonda, de a nyíl jelentése csak számunkra ismert.

## Megjelenése a kultúrában
- A tábla Shlomo Artzi izraeli énekes 1992-es Yareakh (héberül: ירח; jelentése: Hold) című albumának borítóján szerepel.
- A norvég Arcturus metálegyüttes Sideshow Symphonies lemezének borítója a tábla alapján készült.
- Az 1989-ben bemutatott Star Trek V: A végső határ című filmben a Pioneer űrszonda fedélzetére rögzített táblákat mutatják. Az űrszondát a klingonok befogják és megsemmisítik.
- A Battlezone II: Combat Commander számítógépes játékban a Pioneer szonda repül az űrben, az oldalán a táblával. Az űrszonda felirata azonban téves, a Voyager–2 név szerepel rajta.
- A Végtelen határok c. amerikai televíziós sorozat egyik epizódjában egy süket nő a hallókészülékén keresztül földönkívüliek üzenetét fogja. Arra kérik, hogy vessen papírra egyeseket, nullákat és X-eket: a rajzon kivehetővé válik a táblán szereplő emberi pár alakja egy földönkívüli lénnyel, aki üdvözlésképpen integet.
- A Futurama rajzfilmsorozat egyik részében Bender a robot, miután véletlenül kilőtték az űrbe, és repült a végtelen világűrben, a mellére karcolja a tábla sematikus rajzát egy riadt emberi párral. Azzal a céllal, hogy később, ha egy ember megtalálja, akkor tudni fogja, hogy mi történt.
- A tábla szerepel a Megtehetek bármit című filmben is. A szondát az idegenek megtalálják, majd több hasonló szonda közé hajítják, az aranylemezt pedig elhelyezik a saját gyűjteményükbe, sok-sok más hasonló lemez közé.

## Lásd még
- Voyager Aranylemez
- Arecibói üzenet

## Fordítás
Ez a szócikk részben vagy egészben  a   Pioneer plaque című angol Wikipédia-szócikk ezen változatának fordításán alapul.  Az eredeti cikk szerkesztőit annak laptörténete sorolja fel. Ez a jelzés csupán a megfogalmazás eredetét és a szerzői jogokat jelzi, nem szolgál a cikkben szereplő információk forrásmegjelöléseként.

## Külső hivatkozások
- The Pioneer Mission Archiválva 2011. augusztus 15-i dátummal a Wayback Machine-ben a NASA honlapján